# Florent de Bourges
Pour les articles homonymes, voir Saint Florent et Bourges.
Florent de Bourges, ou saint Florent (Sanctus Florentius en latin), est un saint chrétien et évêque du VIIe siècle. Sa mémoire est surtout connue dans la ville de Saint-Florent-sur-Cher.

## Biographie
Selon la tradition, saint Florent était évêque de la ville de Bourges, charge qu'il occupa pendant une vingtaine d'années. Il se préoccupa beaucoup de la vie spirituelle de ses ouailles et les encouragea dans leur foi. Il mourut en 664, et sa fête a lieu le 12 décembre, ou le 29 du même mois selon les sources,.
L'église paroissiale de Saint-Florent-sur-Cher lui est consacrée, ainsi que d'autres églises en France.